# Kent Anderson
Kent Anderson (* 1962 in Fort Dodge, Iowa) ist ein US-amerikanischer Footballtrainer. Seit 2018 ist er an einer Schule in Iowa tätig. Vorher hat er in der German Football League die Kiel Baltic Hurricanes, die Braunschweig Lions, die Hamburg Blue Devils und die Berlin Adler sowie im Bereich des amerikanischen College Football die Mannschaften des Iowa Wesleyan College sowie der Waldorf University betreut. Mit seinen sieben German-Bowl-Siegen ist er der erfolgreichste Trainer in der Geschichte der Liga.

## Karriere
Anderson wuchs in Bloomfield auf und spielte auf der High School auf der Position des Runningbacks. Er studierte an der Iowa State University und spielte dort weiter. Nach seinem Bachelor-Abschluss war er beruflich sechs Jahre im Verkauf tätig, wechselte dann an die University of North Carolina und übernahm dort einige Aufgaben als Assistenztrainer des Footballteams. Ein Jahr lang war er Assistenztrainer am Simpson College (Bundesstaat Iowa).
Durch einen Bekannten, der für einige Zeit in Deutschland bei den Braunschweig Lions trainierte und spielte, kam Anderson mit American Football in Deutschland in Kontakt. 1993 führte er die Braunschweiger als Spielertrainer zum Aufstieg in die Bundesliga, ab 1994 war er ausschließlich Cheftrainer der Lions. Mit der Mannschaft gewann er 1997, 1998 und 1999 die deutsche Meisterschaft sowie 1999 den Eurobowl-Titel. Weiterhin wurde er einmal zum europäischen Trainer des Jahres gewählt. Zur Saison 2001 wechselte er zu den Rivalen der Lions, den Hamburg Blue Devils, die er mit Braunschweig in den Endspielen um die deutsche Meisterschaft 1998 und 1999 sowie im Eurobowl 1999 bezwungen hatte. Im August 2001 hatte Anderson seinen Wechsel nach Hamburg noch entschieden abgestritten, Ende Oktober 2001 stand fest, dass es ihn an die Elbe zog. Anderson sprach angesichts seines Abschieds aus Braunschweig und seines Wechsels zum Ligakonkurrenten von der „schwierigsten Entscheidungen in meinem Leben“. Das Hamburger Abendblatt bezeichnete ihn als „unverhofften Glücksfang“ für die Blue Devils. Mit den Hamburgern gewann Anderson durch ein 31:13-Sieg gegen seine ehemaligen Arbeitgeber Braunschweig 2001 wieder das Endspiel um die deutsche Meisterschaft. Anderson erhielt in Hamburg bereits im August 2001 eine vorzeitige Vertragsverlängerung bis zum 31. Dezember 2005. Vorher war er nur Einjahresverträge eingegangen. Anfang Juli 2002 wurde Anderson in Hamburg entlassen, nachdem es aufgrund mehrerer Ereignisse zum Zerwürfnis mit der Führung der Blue Devils gekommen war. Die Blue Devils standen den Gehaltszahlungen an Anderson um einige 10.000 € nach. Ende des Jahres 2002 wurde er von den Berlin Adlern als Cheftrainer verpflichtet. In der Saison 2004 führte er Berlin zum deutschen Meistertitel. 2005 wechselte er wieder zu den Braunschweig Lions und gewann dort 2005 und 2006 erneut den German Bowl. Da Anderson eine neue Herausforderung wollte, wechselte er nach der Saison 2006 zu den Kiel Baltic Hurricanes, die gerade aus der GFL2 aufgestiegen waren. Er baute eine starke Mannschaft auf und erreichte 2008 und 2009 den German Bowl XXX und den German Bowl XXXI, verlor aber beide. Sein Vertrag in Kiel wurde zwei Wochen nach dem verlorenen German Bowl fristlos von Seiten der Vermarktungsgesellschaft der Baltic Hurricanes gekündigt.
Im Dezember 2009 gab die Iowa Wesleyan University die Verpflichtung Andersons als neuen Cheftrainer der Hochschulmannschaft bekannt. Dort war er zwei Jahre tätig und trat danach das Amt des Cheftrainers an der Waldorf University in Iowa an. Er blieb dort bis 2017. 2018 wurde er an der ebenfalls in Iowa gelegenen Davis County High School Leiter des Sportprogramms.